# Linia M3 metra w Budapeszcie
Niebieska linia metra w Budapeszcie – trzecia linia budapeszteńskiego metra łącząca północny i południowy Peszt. Jest to najdłuższa linia metra w stolicy Węgier – liczy 20 stacji. Była budowana w latach 1976–1990. Metro to wykorzystuje wagony produkcji rosyjskiej.
Plany budowy tej linii weszły w życie jeszcze w 1896 roku – w momencie oddania do użytku żółtego metra – jednak druga wojna światowa uniemożliwiła zbudowanie niebieskiej linii. W 1950 roku ponownie powzięto zamiar budowy, zimna wojna znowu jednak pokrzyżowała plany, z powodu czego zbudowano czerwoną linię metra.

## Stacje
| Nazwa                    | Możliwość przesiadki                                                                                            | W pobliżu                                                      |
| ------------------------ | --- | -------------------------------------------------------------- |
| Kőbánya-Kispest          | 68, 85, 85E, 93, 93A, 98, 98E, 132E, 136, 148, 151, 182, 184, 193E, 200E, 202E, 268, 282E, 284E Kőbánya-Kispest | KöKi Terminál                                                  |
| Határ út                 | 42, 50, 52 66, 66B, 66E, 84E, 89E, 94E, 99, 123, 123A, 142E, 194, 194B, 294E                                    | Shopmark                                                       |
| Pöttyös utca             | |                                                                |
| Ecseri út                | 3 181, 254E, 281                                                                                                |                                                                |
| Népliget                 | 1, 1M 83 254E                                                                                                   | Népliget, Albert Flórián Stadion, Planetarium                  |
| Nagyvárad tér            | 23, 24 281 | Akademia Wojskowa Cesarzowej Ludwiki, Orczy-kert               |
| Semmelweis Klinikák      | |                                                                |
| Corvin-negyed            | 4, 6 | Corvin Plaza, Muzeum Sztuki Stosowanej                         |
| Kálvin tér               | 47, 48, 49 83 9, 15, 100E                                                                                       | Fővárosi Szabó Ervin Könyvtár                                  |
| Ferenciek tere           | 5, 7, 8E, 107, 108E, 110, 112, 133E                                                                             |                                                                |
| Deák Ferenc tér          | 47, 48, 49 72 9, 16, 100E, 105, 178, 210, 210B, 216                                                             | Deák Ferenc tér, Bazylika św. Stefana, Földalatti Vasút Múzeum |
| Arany János utca         | 72 9, 15 | Bazylika św. Stefana, Narodowy Bank Węgier                     |
| Nyugati pályaudvar       | 4, 6 9, 26, 91, 191, 226, 291 Budapeszt Zachodni                                                                | Budapeszt Zachodni, Westend, Teatr Komedii                     |
| Lehel tér                | 14 76 15 |                                                                |
| Dózsa György út          | 75, 79 |                                                                |
| Göncz Árpád városközpont | 1, 1M 26, 32, 34, 106, 120                                                                                      |                                                                |
| Forgách utca             | 32 |                                                                |
| Gyöngyösi utca           | 15, 105, 210, 210B                                                                                              | Duna Plaza                                                     |
| Újpest-városkapu         | 104, 104A, 121, 122E, 196, 196A, 204 Újpest                                                                     | Tesco                                                          |
| Újpest-központ           | 12, 14 25, 30, 30A, 104, 104A, 120, 147, 170, 196, 196A, 204, 220, 230, 270                                     |                                                                |